# Албонико (Комо)
Албонико (итал. Albonico) је насеље у Италији у округу Комо, региону Ломбардија.
Према процени из 2011. у насељу је живело 54 становника. Насеље се налази на надморској висини од 422 м.